# Cicerinina remanei
Cicerinina remanei är en plattmaskart som beskrevs av Meixner 1928. Cicerinina remanei ingår i släktet Cicerinina och familjen Cicerinidae. Inga underarter finns listade i Catalogue of Life.